# Спортист (София)
Спортист е футболен клуб от град София, съществувал в периода 1936 - 1948.
Цветове на екипа – синьо-бели раирани фланелки, бели гащета. Спортист е първият тим в София с номера на фланелките.

## История
Отборът е създаден в софийския квартал „Хаджи Димитър“, отначало като секция към СК Шипка. Обособява се самостоятелно през 1936 година.
За невероятно кратко време изминава пътя от най-ниското до възможно най-високото ниво в тогавашната футболна йерархия на България. През 1938 г. клубът се включва в Трета софийска дивизия, а през 1942 вече е в Първа дивизия. Клубът е изключително беден и не разполага със собствено игрище. С едно-две изключения, в отбора играят само футболисти от квартал „Хаджи Димитър“. Въпреки това Спортист има невероятна генерация и през 1943 стига до четвъртфиналите на държавното първенство, където е отстранен много трудно от бъдещия шампион Славия.
Заради недоброто си финансово състояние клубът не е в състояние да задържи всичките си таланти. Коце Георгиев и Ангел Петров-Чори преминават в Левски София, а „сините“ са напът да отмъкнат и най-добрия играч на Спортист Стефан Божков. Той тренира известно време с тях и дори играе в един международен мач, но в крайна сметка се връща в кварталния отбор. Въпреки напускането на двама основни футболисти, Спортист все пак успява да запази ядрото на състава си. Клубът събира пари от вечеринки и други подобни светски събития. Единственият по-сериозен спомоществовател е Петър Сачков, който държи часовникарски магазин на ъгъла на булевард „Дондуков“ и несъществуващата вече улица „Търговска“.
Звездният миг на Спортист идва през 1945. Отборът играе финал за държавното първенство, и е на крачка от спечелването на шампионската титла. На четвъртфинала отстранява Левски София с 2:1. Резултатът обаче не е приет като изненада - „сините“ играят много трудно срещу Спортист и дори може да се каже, че имат известен комплекс от този тим. На полуфинала е преодолян Спартак (Варна) и така Спортист стига до финал срещу Локомотив (София) в два мача. Там Спортист губи след поражение с 1:3 в първия мач и равенство 1:1 във втория, като Стефан Божков  става автор и на двата гола за своя отбор в срещите. 
Финалът всъщност е лебедовата песен на Спортист. Постепенно отборът е напуснат от най-добрите си играчи. Стефан Божков заминава за чешкия Кладно, а след завръщането си в България преминава в ЦСКА, отвеждайки със себе си Борис Трънков и още няколко играчи.
Краят на легендарния отбор от Североизточна София идва малко преди създаването на т.нар Доброволни спортни организации (ДСО-тата). Спортист се обединява със Средец след завършване на междузоналния турнир лятото на 1949 година и приема името Средец. Няколко седмици по-късно Средец попада в ДСО Червено знаме, където са разпределени част от футболистите на клуба. Иван Колев преминава във ВВС и две години по-късно е привлечен в ЦСКА, а Петър Патев отива в Славия.
През 2021 г. отборът е възстановен под името "Спортист 13" (София) и се включва в ОФГ София (столица) - Северна подгрупа. През сезон 2021/22 завършва на 9-о място от 14 отбора. През сезон 2022/23 се отказва на полусезона. През сезон 2023/24 се включва в "Б" ОФГ София (столица) - Северна група и завършва на 5-о място. През настоящият сезон 2024/25 отборът играе стабилно и се намира на 2-о място. "Спортист 13" (София) играе домакинските си срещи на ст. "Димитър Пенев" в село Мировяне. Под "13" в "Спортист 13" се има предвид годината на основаването на кварталният клуб ФК "Кюлуците", предшественик на ФК "Победа" (Кюлюците) и също така на годината на основаването на ФК "Славейков" (София), 1913 г., който през 1926 г. се обединява със СК "Шипка" (София) под името ФК "Шипка’26" (София).

## Известни футболисти
- Стефан Божков
- Ангел Петров (Чори)
- Иван Колев
- Борис Трънков
- Панайот Панайотов (Гацо)
- Иван Радоев
- Петър Патев
- Георги Цветков